# François Durutte
 (juillet 2019).
Si vous disposez d'ouvrages ou d'articles de référence ou si vous connaissez des sites web de qualité traitant du thème abordé ici, merci de compléter l'article en donnant les références utiles à sa vérifiabilité et en les liant à la section « Notes et références ».
Pour les articles homonymes, voir Durutte.
Pierre François Joseph Durutte, né le 13 juillet 1767 à Douai dans le Nord et mort le 18 avril 1827 à Ypres, en Belgique, où il est inhumé, est un général français de la Révolution et de l'Empire.

## Biographie

### Début de carrière et ascension militaire
Issu d'une famille commerçante suffisamment aisée pour lui permettre de faire d'excellentes études, il s'engage volontairement en 1792 dans le 3e bataillon de volontaires du Nord, et se distingue rapidement sous les murs de Menin, de Courtrai et à la bataille de Jemmapes. Devenu lieutenant, puis capitaine en récompense de la valeur qu'il déploie, en 1793, à l'assaut du fort de Klundert, Durutte, major de tranchée au siège de Willemstadt, obtient le grade d'adjudant-général qu'il refuse, ne croyant pas l'avoir suffisamment mérité. Il est chef d'état-major d'une division lors de la bataille d'Hondschoote, où il fait des prodiges de valeur. Chef d'état-major en l'an II, du corps du général Michaud, Durutte occupe la ville d'Ypres ; il passe ensuite avec le titre de sous-chef d'état-major à l'armée du Nord sous les ordres de Moreau, combat peu de temps après sous ceux de Joseph Souham, dans l'Over-Yssel, la Frise et la Zélande, puis commande en l'an VII (1799) l'avant-garde de l'armée de Brune et Daendels dans la Hollande septentrionale. Sa brillante conduite à la bataille de Bergen, à la retraite de Beverwijk, à la bataille de Castricum, lui vaut le grade de général de brigade le 26 septembre 1799. Mœskirch, Biberach, Hohenlinden, sont également témoins de ses exploits.

### Général de division
Lors de la paix de Lunéville, il a le commandement du département de la Lys, reçoit les étoiles de général de division le 9 fructidor an XI (27 août 1803) malgré l'antipathie de Bonaparte pour les militaires de l'armée du Rhin. Il devient membre de la Légion d'honneur le 19 frimaire an XII (11 décembre 1803) et commandeur de l'Ordre le 20 prairial de la même année (9 juin 1804). Appelé au commandement du camp de Dunkerque à Rosendaël sous les ordres de Davout, il est désigné par ce maréchal au chef de l'État comme l'ami de Pichegru et de Moreau et ces dénonciations sont admises sans examen. Durutte est à Bruges quand Napoléon exige pour son élévation au souverain pouvoir l'assentiment de l'armée. Fidèle à sa conscience républicaine, il veut signer non, n'ignorant pas que l'exil en serait la suite ; mais tous les chefs de sa division déclarent qu'ils suivraient son exemple et il a la générosité de ne pas entraîner leur perte.

### Guerre contre les Autrichiens et gouverneur de Berlin
En 1805, il commande la 10e division militaire à Toulouse lorsque Davout, qui lui en veut, lui fait donner le commandement de l'île d'Elbe, menacée, disait-on, par les Anglais et par les Russes. Cet exil dure trois ans après lesquels Durutte entre en Italie sous les ordres du prince Eugène et fait la campagne de 1809 contre les Autrichiens. L'Empereur l'a alors créé baron de l'Empire. Entré en Italie, sous les ordres du prince Eugène de Beauharnais, c'est lui qui débloque Venise, ouvre les portes de Trévise à l'armée française, s'empare du fort de Malborghetto, culbute à Saint-Michel le corps de Gyulay, et concourt au succès de la bataille de Raab. Créé chevalier de la Couronne de Fer le 17 juillet 1809, il se signale de nouveau à la bataille de Wagram. À l'époque où Napoléon Ier réunit la Hollande à la France, le général Durutte est nommé gouverneur d'Amsterdam. Il organise peu de temps après la 32e division militaire, met en état de défense la côte depuis le Texel jusqu'à l'Ems, se rend dans le Mecklembourg, dans la Poméranie, et de là à Berlin, et reçoit le titre de gouverneur de cette ville. Lorsque Durutte quitte ce gouvernement, le roi Guillaume lui fait don de son portrait comme un témoignage de satisfaction de la conduite pleine de mesure qu'il a tenue pendant son séjour dans la capitale de la Prusse.

### À la tête du7ecorps
Appelé à Varsovie pour y organiser la 32e division de la Grande Armée, il franchit bientôt le Boug, opère sa réunion avec le 7e corps et se porte avec Schwarzemberg sur la Bérésina. C'est lui qui, au pont de Wolkowisk, soutient glorieusement pendant toute la nuit les attaques réitérées des colonnes ennemies fortes de 33 000 hommes. Arrivé sur le Boug après la retraite de Moscou, le général Durutte s'arrête à Varsovie pour ranimer le moral des troupes affaissé par nos désastres. Le vice-roi Eugène de Beauharnais ayant décidé l'évacuation du duché de Varsovie, Durutte joint sa division au 7e corps qui affronte le corps russe de Wintzingerode à la bataille de Kalisz le 13 février 1813. Il sauve une division saxonne et assure la retraite du 7e corps. Quand il pénètre dans Glogau, il n'a rien perdu de son artillerie. Le 9 mars 1813, il parvient à recueillir un corps de Bavarois qui le suit dans une retraite de quarante lieues qu'il fait de l'Elbe à la Saale. Cette retraite fait le plus grand-honneur à ses talents militaires. Arrivé à Iéna le 1er avril, le général Durutte rejoint Eugène de Beauharnais dans le Hartz, prend position avec les 3 000 hommes qui lui restent à Elbrengade, où ses troupes sont bientôt renforcées par 3 000 recrues et une division saxonne. À la bataille de Lützen, il concourt à la diversion décisive faite par le prince Eugène, combat de nouveau à la bataille de Bautzen, et reçoit l'ordre d'aller camper sur les frontières de la Saxe et de la Bohême.

### Combats en Allemagne et défense de Metz
C'est à cette époque que Napoléon lui confère le titre de comte de l'Empire. Aussitôt que les hostilités ont recommencé, sa division résiste avec succès, à Wistoch, à la cavalerie ennemie. L'échec qu'il éprouve à la bataille de Dennewitz, livrée le 6 septembre 1813, ne l'empêche pas de soutenir seul à Leipzig, au moment où il vient d'être abandonné par les Saxons, les efforts réunis de l'armée suédoise et du corps de Wintzingerode. Après avoir sauvé à Freyburg la presque totalité de l'artillerie de l'armée, Durutte arrive sous les murs de Haguenau le jour même où les Prussiens viennent d'attaquer le maréchal Marmont. Quand ces deux généraux se sont repliés sur Metz en 1814, Durutte défend vaillamment cette ville contre 40 000 alliés qui la cernent. Il entretient, malgré des forces aussi importantes, des communications libres entre Luxembourg, Thionville, Sarrelouis, Sarrebruck, Bitche, etc. S'il avait été secondé par quelques-uns des chefs sous ses ordres, nul doute qu'il n'eût pris en flanc, comme il en a conçu le projet, l'armée ennemie qui couvre les plaines de la Champagne. Le bruit ayant couru à cette époque que Metz s'est rendu, Napoléon demande vivement à l'un de ses aides-de-camp : « Qui commande dans cette ville? — C'est Durutte, lui fut-il répondu. — Je n'ai jamais fait de bien à cet homme-là : Metz est toujours à nous. » En effet, les troupes étrangères n'y pénètrent pas.

### Restauration et Cent-Jours

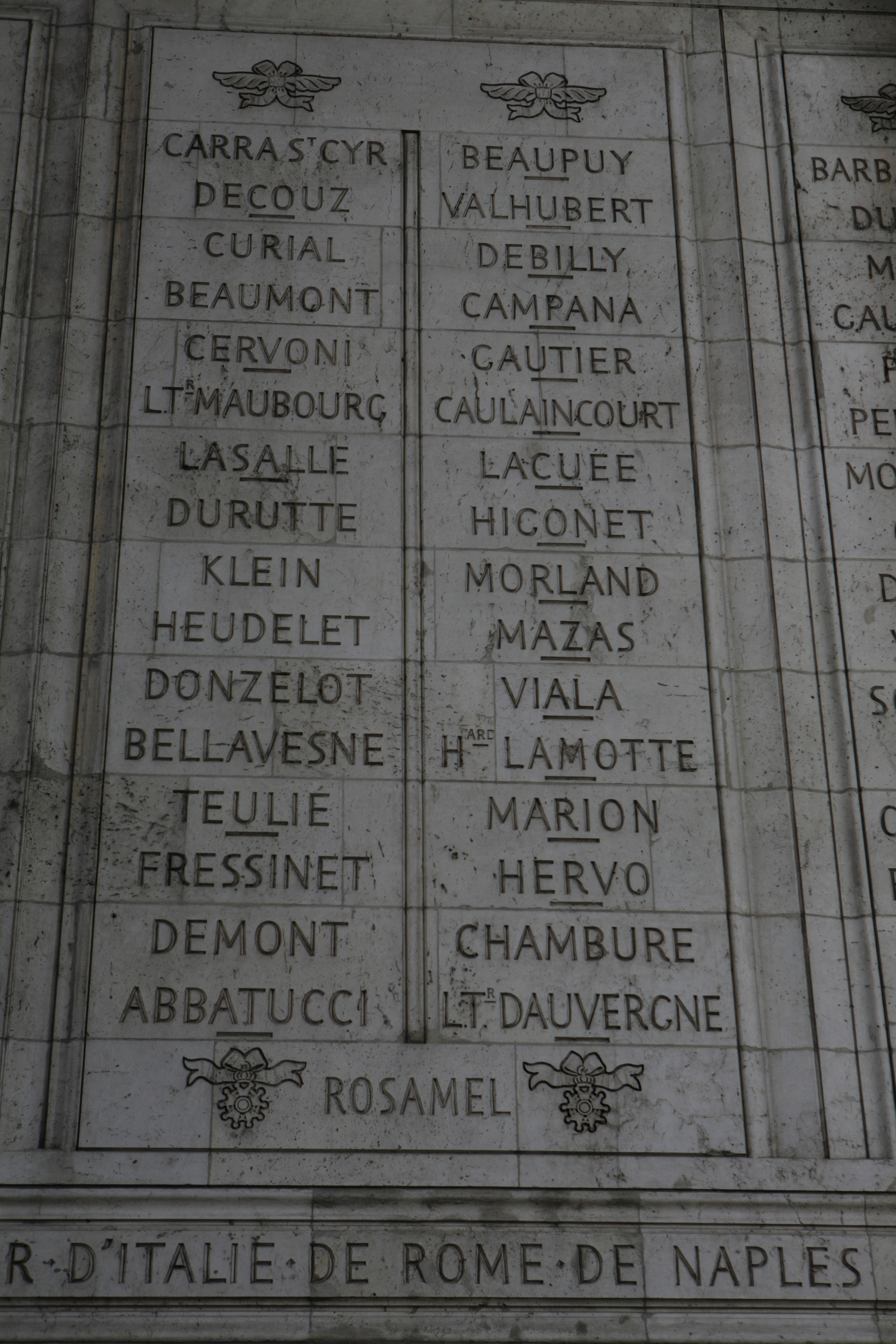
Noms gravés sous l'arc de triomphe de l'Étoile : pilier Est, 17e et.

Dès que le général Durutte eut reconnu le gouvernement de Louis XVIII, ce souverain le confirme dans son commandement de la 3e division, le crée chevalier de Saint-Louis le 27 juin, puis grand officier de la Légion d'honneur le 23 août de la même année. Le maire de Metz se rend ensuite à la tête du corps municipal, accompagné d'un nombreux cortège d'officiers de la garde municipale, chez le commandant de la 3e division militaire pour lui offrir, au nom de la ville, une épée d'or en reconnaissance des services éminents que ce général lui a rendus pendant le blocus. Le général Durutte n'hésite point à se prononcer en faveur de Napoléon lors de son retour de l'île d'Elbe : « l'apparition de Napoléon, dans les circonstances présentes, est un malheur, dit-il à son état-major, cependant, il n'y pas à balancer : le pays est menacé d'une nouvelle invasion, notre devoir est de vaincre ou de mourir ».
L'Empereur lui ayant confié le commandement de la 4e division du premier corps formant l'avant-garde de l'armée du Nord, le comte Durutte déploie un grand courage à Waterloo, où il reçoit un coup de sabre qui lui fait une large blessure à la tête, et un autre qui lui abat le poignet droit. Mis à la retraite après le second retour des Bourbons, il se retire dans une propriété qu'il possède en Flandre, et y meurt de maladie le 18 avril 1827.

## Armoiries
| Figure | Blasonnement |
|        | Pierre François Joseph Durutte (13 juillet 1767 - Douai ✝ 18 avril 1827 - Ypres (Belgique)), général de division (1803), baron Durutte et de l'Empire (1809), 1er comte Durutte et de l'Empire (1813), Commandant (20 prairial an XII), puis Grand officier de l'ordre royal de la Légion d'honneur (23 août 1814), Chevalier de l'ordre de la Couronne de Fer (17 juillet 1809), chevalier de Saint-Louis (27 juin 1814), Écartelé : au 1, d'or, au chevron d'azur, accompagné de trois merlettes de sable, au comble du même; au 2, du quartier des barons militaires de l'Empire ; au 3, d'or, au chevron de gueules, accompagné de trois roses au naturel, tigées et feuillées de sinople ; au 4, d'argent, semé de fleurs de lin (quartefeuilles) d'azur, boutonnées d'or., |

## Famille
- Pierre François Joseph Durutte marié avec Joséphine Antoinette de Meezemaeker (1777-1845)
  - François "Camille" Antoine Durutte (1803-1881), comte Durutte, marié en 1827 avec Clara Espagne (1803-1871), fille de Jean Louis Brigitte Espagne (1769-1809), comte d'Empire
    - Albert Louis Marie Antoine Durutte (1828-1835)
    - Françoise Brigitte "Clémentine" Durutte (1830-1872) mariée en 1850 à Eugène Gilbert
    - Jenny Marie Durutte (1834- ) mariée avec Joseph Saur (1826- )

  - Ursule Antoinette Joséphine Durutte (1804-1855) mariée en 1826 avec Albert-Fortuné Joseph Durutte (1793-1862)
  - Edouard Henri Louis Durutte (1807-1837)
  - Emerance Marie Joséphine Durutte (1811-1880)
  - Émile Edouard Henri Ghislain Durutte (1817-1886), baron Durutte, marié en 1847 avec Pauline Sophie Virginie Jullien (1826-1853)

## François Durutte dans la littérature
Le général Durutte apparait dans le roman "1814 Typhus" d'Anne Villemin Sicherman, qui met en valeur le rôle décisif qu'il a joué dans la défense de Metz assiégée par les armées coalisées contre Napoléon.